# Thymus pallasianus
Thymus pallasianus ist eine Pflanzenart aus der Gattung der Thymiane (Thymus) in der Familie der Lippenblütler.

## Beschreibung
Thymus pallasianus ist ein kleiner Strauch, dessen Stängel hochgebogen oder niederliegend und kriechend wachsen, verholzen und keine nicht-blütentragenden Stängel ausbilden. Die Stängel sind bis zu 15 cm lang, an ihnen stehen in den Achseln Gruppen aus Laubblättern, sie sind rundum kurz behaart. Die Laubblätter sind 9 bis 20 mm lang. Sie sind linealisch bis lanzettlich, aufsitzend, unbehaart und meist fein schuppig. Die Mittelrippe ist hervorstehend.
Die Blütenstände sind köpfchenförmig. Die Tragblätter ähneln den Laubblättern, die inneren sind gelegentlich eiförmig-lanzettlich. Der Kelch ist 3,5 bis 4,5 mm lang, die Kelchröhre ist glockenförmig bis nahezu zylindrisch und borstig behaart. Die oberen Zähne sind etwa 1 cm lang und meist nicht bewimpert. Die Krone ist blass pink.

## Vorkommen und Standorte
Die Art kommt in Polen, Russland, in der Ukraine und im Kaukasusgebiet vor und wächst auf sandigen oder lehmigen Steppenböden.